# Atanycolus arcasuturalis
Atanycolus arcasuturalis är en stekelart som beskrevs av Roy D. Shenefelt 1943. Atanycolus arcasuturalis ingår i släktet Atanycolus och familjen bracksteklar. Inga underarter finns listade.